# Портрет дружини художника
«Портрет дружини художника» (рос. «Портрет жены художника») — російський радянський художній мелодраматичний фільм 1981 року режисера  Олександра Панкратова за мотивами оповідання  Юрія Нагібіна «Берендеїв ліс» (1977).

## Сюжет
Художник Павло Олексійович проводить з дружиною Ніною відпустку в невеликому заміському пансіонаті. Для нього це можливість зібратися з думками і нарешті таки після довгих років написати нову картину. Ніна ж, поряд зі звичайним життям відпочивальників, заводить роман з іншим чоловіком...

## У ролях
- Валентина Теличкина —  Ніна
- Сергій Шакуров —  Павло Олексійович
- Микита Михалков —  Борис Петрович
- Михайло Семаков —  Іван
- Всеволод Шиловський —  Митрофанович
- Олег Голубицький —  Микола Нікітенко
- Тетяна Конюхова —  Варя Нікітенко
- Катерина Суханова —  Олена
- Ольга Гобзева —  Ася
- Віктор Уральський —  Віктор Єгорович Сергунов
- Клара Бєлова —  Сергунова
- Олег Федоров —  журналіст
- Кирило Столяров —  Микола Петрович
- Леонід Трутнєв —  сусід по дачі

## Знімальна група
- Автори сценарію:  Наталія Рязанцева
- Режисер-постановник:  Олександр Панкратов
- Оператор-постановник:  Олег Мартинов
- Художник-постановник:  Віктор Юшин
- Композитор:  Євген Дога